# Iacob Persul
Iacob Persul (d. 421) este un sfânt persan. Supranumele său, Intercisus, derivă din cuvântul latin pentru "tăiat în bucăți", care se referă la modul în care a fost martirizat: el a fost tăiat pe rând în 28 de bucăți. I s-au tăiat mâinile și picioarele, dar a supraviețuit și, în cele din urmă, a fost decapitat.
Provenea dintr-o familie creștină, el însuși fiind creștin. După tradiție, a fost un ofițer militar și a ocupat funcții înalte în administrația persană, fiind curtean al regelui persan Yazdegerd I (399-421). După ce regele a început să-i persecute pe creștini, Iacob a fost ispitit să ia parte la ritualurile mazdeene, devenind astfel apostat. Sub influența familiei sale creștine, el s-a pocăit de apostazia sa și a mers în fața regelui Bahram al V-lea (421-438), succesorul lui Yazdegerd, pentru a-și mărturisi credința creștină. A fost torturat și ucis. Persecuțiile la adresa creștinilor (printre care și moartea lui Iacob Persul) a reprezentat cauza începerii Războiului romano-sasanid (421-422).
Biserica Sfântul Iacob Persul din Cartierul Armean al Ierusalimului îi este dedicată Sf. Iacob Persul. Mănăstirea din satul Sireți, (raionul Strășeni, Republica Moldova) îl are ca patron.
O parte din moaștele sale se află depuse într-o raclă de sub un baldachin aflat în pronaosul Bisericii "Pogorârea Sf. Duh" a Mănăstirii Dragomirna (județul Suceava, România). 
Ziua sa de pomenire este 27 noiembrie. 